# Apanteles salutifer
Apanteles salutifer är en stekelart som beskrevs av Wilkinson 1931. Apanteles salutifer ingår i släktet Apanteles och familjen bracksteklar. Inga underarter finns listade i Catalogue of Life.